# Lamippe rubra
Lamippe rubra is een eenoogkreeftjessoort uit de familie van de Lamippidae. De wetenschappelijke naam van de soort is voor het eerst geldig gepubliceerd in 1858 door Bruzelius.